# Amphorosiphon pulmonariae
Amphorosiphon pulmonariae (лат.) — вид тлей, единственный в составе рода Amphorosiphon из подсемейства Aphidinae. Эндемики Европы.

## Описание
Мелкие насекомые, длина 2,5—3,0 мм. Бескрылые формы аптерии от бледного до темно-зеленого цвета с чёрными трубочками и отметинами на задней части дорзума брюшка. Однодомный голоциклический вид с бескрылыми самцами. Ассоциированы с растениями рода медуница (Pulmonaria), нижней стороне листьев и черешках. Вид был впервые описан в 1942 году по типовым материалам из Европы в составе рода Delphiniobium, а затем выделен в отдельный монотипический род Amphorosiphon, родственный Amphorophora, но с анте- и постсифункулярными склеритами и длинным, очень волосатым рострумом. Отмечен в Европе: Голландия, Германия, Болгария, Чехия, Венгрия, Украина.
- Amphorosiphon Hille Ris Lambers, 1949
  - Amphorosiphon pulmonariae (Börner, 1942)